# François-Joseph Regnier
Pour les articles homonymes, voir Régnier.
François-Joseph-Philoclès Regnier, dit de La Brière, dit Regnier est un comédien et dramaturge français né le 1er avril 1807 à Paris où il est mort le 27 avril 1885 dans le 17e arrondissement.

## Biographie
François-Joseph-Philoclès Regnier naît le 1er avril 1807 à Paris, rue de Bondy, dans l'ancien 5ème arrondissement. Il est le fils de la comédienne Charlotte-Zoé Régnier de La Brière, dite Madame Tousez, et a pour beau-père le dramaturge Léonard Tousez. 
Après des études chez les Oratoriens, il débute comme comédien au théâtre Montmartre en 1826 puis se produit en province, notamment à Metz et Nantes. Entré à la Comédie-Française en 1831, il devient sociétaire en 1835 puis doyen en 1865 avant de prendre sa retraite en 1871. Il devient également en 1854 professeur au Conservatoire, où il a, entre autres, pour élèves Réjane, Marguerite Durand, Jules-Théophile Boucher et Constant Coquelin.
Il épouse à Paris, le 4 mai 1835, Henriette Louise Laure Grévedon (1814-1895), fille aînée de Louise Devin et de Henri Grévedon (1776-1860), artiste peintre demeurant no 23 Neuve-Bréda à Paris. Il était sociétaire de la Comédie française, chevalier de la Légion d'honneur, et habitait 11 rue de Ventadour.
Il est inhumé au cimetière de Montmartre (division 26).

## Théâtre

### Carrière à laComédie-Française
Entrée en 1831
Nommé 255e sociétaire en 1835 ; devient doyen en 1865
Départ en 1871
(source : Base documentaire La Grange sur le site de la Comédie-Française)
- 1831 : Le Barbier de Séville de Beaumarchais : Figaro
- 1831 : Pierre III de Victor Escousse : un soldat
- 1832 : Le Prince et la grisette d'Auguste Creuzé de Lesser : Blaise
- 1832 : Le Misanthrope de Molière : Dubois
- 1832 : Les Plaideurs de Jean Racine : Petit-Jean
- 1832 : Louis XI de Casimir Delavigne : Didier
- 1832 : Le Barbier de Séville de Beaumarchais : La Jeunesse
- 1832 : Les Ricochets de Louis-Benoît Picard : Gabriel
- 1832 : Les Comédiens de Casimir Delavigne : Lord Pembroke
- 1832 : La Mère coupable de Beaumarchais : Figaro
- 1832 : L'Alcade de Molorido de Louis-Benoît Picard : Rifador
- 1832 : Clotilde de Frédéric Soulié et Adolphe Bossange : Vincent
- 1832 : Le Voyage interrompu de Louis-Benoît Picard : Bernard
- 1832 : Voltaire et Madame de Pompadour de Jean-Baptiste-Pierre Lafitte et Charles Desnoyer : Chamilly
- 1832 : Le roi s'amuse de Victor Hugo : un gentilhomme
- 1833 : La Fête de Molière de Joseph-Isidore Samson
- 1833 : La Jalousie du Barbouillé de Molière : Lavallée
- 1833 : Plus de peur que de mal de Hippolyte-Nicolas-Just Auger :  le marquis
- 1833 : Le Médecin volant de Molière : Gros-René
- 1833 : Clarisse Harlowe d'après Samuel Richardson : Williams
- 1833 : La Conspiration de Cellamare de Jean-Baptiste-Rose-Bonaventure Violet d'Épagny, Saint-Esteben et Jean Vatout : Davesne
- 1833 : Luxe et indigence ou le Ménage parisien Jean-Baptiste-Rose-Bonaventure Violet d'Épagny :  Casaldi
- 1833 : Le Mariage de Figaro de Beaumarchais : Grippesoleil
- 1833 : La Mort de Figaro de Joseph-Bernard Rosier : Fido
- 1833 : Le Marquis de Rieux de Jean-Baptiste-Rose-Bonaventure Violet d'Épagny et Henri Dupin : Bernard
- 1833 : Le Mari de ma femme de Joseph-Bernard Rosier : Fontange
- 1833 : L'Enfant trouvé de Louis-Benoît Picard et Édouard-Joseph-Ennemond Mazères : Tafin
- 1833 : Bertrand et Raton ou l'Art de conspirer d'Eugène Scribe : Voyot
- 1834 : Les Éphémères de Louis-Benoît Picard et François Dercy : Lucidor
- 1834 : Les Plaideurs de Jean Racine : L'Intimé
- 1834 : La Passion secrète d'Eugène Scribe : Victor
- 1834 : La Mère et la fille d'Adolphe Simonis Empis et Édouard-Joseph-Ennemond Mazères : Girard
- 1835 : Richelieu ou la Journée des dupes de Népomucène Lemercier : Veronne
- 1835 : Le Voyage à Dieppe d'Alexis-Jacques-Marie Vafflard et Fulgence de Bury : Lambert
- 1835 : Les Deux mahométans de A. Laverpillière : Pedro
- 1835 : Chatterton d'Alfred de Vigny : Chatterton
- 1835 : Le Mariage forcé de Molière : Marphurius
- 1835 : Jacques II d'Émile-Louis Vanderburch : Jerwis
- 1835 : Eugénie de Beaumarchais : Drink
- 1835 : Don Juan d'Autriche de Casimir Delavigne : Raphaël
- 1835 : Le Tartuffe ou l'Imposteur de Molière : M. Loyal
- 1836 : La Comtesse d'Escarbagnas de Molière : Bobinet
- 1836 : Marino Faliero de Casimir Delavigne : Pietro
- 1836 : Lord Novart d'Adolphe Simonis Empis : Arthur
- 1836 : Le Mariage de Figaro de Beaumarchais : Figaro
- 1836 : La Première affaire de Pierre-François Camus de Merville : Boniface
- 1836 : Le Tartuffe ou l'Imposteur de Molière : l'exempt
- 1836 : Le Maréchal de l'Empire de Pierre-François Camus de Merville : Moncarvel
- 1837 : La Camaraderie ou la Courte échelle d'Eugène Scribe : Oscar
- 1837 : Le Misanthrope de Molière : le garde
- 1838 : Marion de Lorme de Victor Hugo : le Gracieux
- 1838 : Faute de s'entendre de Charles Duveyrier : Blum
- 1838 : La Popularité de Casimir Delavigne : Godwin
- 1839 : Le Comité de bienfaisance d'Augustin-Jules de Wailly et Charles Duveyrier : André
- 1839 : Les Serments de Jean-Pons-Guillaume Viennet : Valentin
- 1840 : La Maréchale d'Ancre d'Alfred de Vigny : Samuel
- 1840 : Japhet ou la Recherche d'un père d'Eugène Scribe et Émile-Louis Vanderburch : Timothée
- 1840 : George Dandin ou le Mari confondu de Molière : Lubin
- 1841 : Le Conseiller rapporteur de Casimir Delavigne : La Pommeraye
- 1841 : Le Chêne du roi d'Alexandre Soumet : Wildrake
- 1841 : La Protectrice d'Émile Souvestre et Claire Brune : Charles Borel
- 1841 : Un mariage sous Louis XV d'Alexandre Dumas : Jasmin
- 1841 : Une chaîne d'Eugène Scribe : Balandard
- 1842 : Oscar ou le Mari qui trompe sa femme d'Eugène Scribe et  Charles Duveyrier : Oscar Bonnivet
- 1842 : Un veuvage de Joseph-Isidore Samson : Jolibois
- 1842 : Le Fils de Cromwell d'Eugène Scribe : Ephraïm Kilseen
- 1843 : Les Grands et les petits de Charles Jean Harel : Fransoni
- 1843 : Les Demoiselles de Saint-Cyr d'Alexandre Dumas : Hercule Duboulay
- 1844 : Un ménage parisien de Jean-François-Alfred Bayard : Salbric
- 1844 : Le Mari à la campagne de Jean-François Bayard et Jules de Wailly : Ferdinand Colombet
- 1844 : Le Béarnais de Ferdinand Dugué : Rapin
- 1844 : La Femme de quarante ans de Hyacinthe-Adonis-Cléon Galoppe d'Onquaire : Vieuxbois
- 1845 : Le Gendre d'un millionnaire de Charles-Henri Ladislas Laurençot et Hippolyte-Jules Demolière : Chrétien
- 1845 : Madame de Lucenne d'Aglaé Conte : Hector
- 1845 : L'Enseignement mutuel de Charles-Louis-François Desnoyer : Potel
- 1845 : La Famille Poisson ou les Trois Crispin de Joseph-Isidore Samson : Arnould
- 1846 : Une fille du Régent d'Alexandre Dumas : Dubois
- 1846 : Don Gusman ou la Journée d'un séducteur d'Adrien Decourcelle : Spadillo
- 1846 : Le Nœud gordien de Madame Casamayor : Saint-Pons
- 1847 : Dom Juan ou le Festin de Pierre de Molière : Pierrot  (+ mise en scène)
- 1847 : Un coup de lansquenet de Léon Laya : Desrousseaux
- 1847 : Un poète de Jules Barbier : Murrau
- 1847 : Les Aristocraties d'Étienne Arago : Dupré
- 1847 : Un château de cartes de Jean-François-Alfred Bayard : Durand
- 1848 : Le Puff ou Mensonge et vérité d'Eugène Scribe : le comte
- 1848 : L'Aventurière d'Émile Augier : Annibal
- 1848 : Le roi attend de George Sand : Beaumarchais
- 1848 : La Rue Quincampoix de Jacques-François Ancelot : Blançay
- 1848 : Les Frais de la guerre de Léon Guillard : Agénor
- 1848 : La Vieillesse de Richelieu d'Octave Feuillet et Paul Bocage : Blaise
- 1849 : La Corruption d'Amédée Lefebvre : Valentin
- 1849 : Louison d'Alfred de Musset : Berthaud
- 1849 : La Paix à tout prix d'Ernest Serret : Dupont
- 1849 : Adrienne Lecouvreur d'Eugène Scribe et Ernest Legouvé : Michonnet
- 1849 : Gabrielle d'Émile Augier : Julien
- 1850 : Héraclite et Démocrite d'Édouard Foussier : Héraclite
- 1850 : Les Contes de la reine de Navarre d'Eugène Scribe et Ernest Legouvé : Guatinara
- 1851 : Christian et Marguerite de Pol Mercier et Édouard Fournier : Judicis
- 1851 : Bataille de dames d'Eugène Scribe et Ernest Legouvé : Gustave
- 1851 : Les Bâtons flottants de Pierre-Chaumont Liadières : Gilbert
- 1852 : Le Cœur et la dot de Félicien Mallefille : Maïtre Chavarot
- 1853 : Le Mariage forcé de Molière : Pancrace
- 1855 : Mademoiselle de La Seiglière de Jules Sandeau : Destournelles
- 1855 : La Joconde de Paul Foucher et Regnier : Desmouliers (co auteur et interprète)
- 1858 : Dom Juan ou le Festin de Pierre de Molière : Sganarelle
- 1861 : Les Fourberies de Scapin de Molière : Scapin
- 1864 : Moi d'Eugène Labiche et Édouard Martin : Dutrécy

### Hors Comédie-Française
- 1871 : L'Article 47 d'Adolphe Belot, théâtre de l'Ambigu-Comique : Georges Du Hamel
- 1874 : La Jeunesse des mousquetaires d'Alexandre Dumas et Auguste Maquet, théâtre de la Porte-Saint-Martin : Buckingham
- 1874 : Les Deux Orphelines d'Adolphe d'Ennery et Eugène Cormon, théâtre de la Porte-Saint-Martin : le chevalier de Vaudrey
- 1876 : Le Tour du monde en quatre-vingts jours de Jules Verne et Adolphe d'Ennery : Phileas Fogg (comme remplaçant en 1876 et 1878 de Lacressonnière)[6]
- 1877 : François le Champi de George Sand, théâtre de l'Odéon : François

## Anecdote
Regnier indique dans une lettre de 1876 que le prénom peu commun de Philoclès vient de la traduction française de l'Agathocle de Christoph Martin Wieland dont son parrain était un grand amateur. Le prénom de Charles lui fut substitué lors de son baptême mais la destruction des registres d'état-civil lors de la Commune de Paris lui permit de le recouvrer lors de la reconstitution de son acte de naissance.